# Grindsted Å
Grindsted Å udspringer på den jyske højderyg ca. 10 km øst for Billund. Herfra løber åen mod vest over hedesletten. Vest for Ansager løber åen sammen med Ansager Å og bliver til Varde Å.
På det sidste stykke før sammenløb med Ansager Å ligger Ansager Stemmeværk med en højde på ca. 2 m. Ansager Stemmeværk og den 10 km lange Ansager Kanal til Karlsgårde Sø blev bygget i 1940-erne for at lede Varde Å's vand til søen for at udnytte vandkraften til elproduktion på Karlsgårdeværket.
Grindsted Å var tidligere på en 800 meter lang strækning forurenet med en række stoffer fra lægemiddelproduktionen på  Grindstedværket. Udledningen af spildevand ophørte 1997.

## Sportsfiskeri
Grindsted Å er kendt som et af Danmarks bedste stallingefiskevande. Foruden stalling er der også bækørred, regnbueørred, havørred, laks og gedde.